# Emmotum
Emmotum é um género de plantas pertencente à família Icacinaceae. É originário da América do Sul. A espécie tipo é Emmotum fagifolium Desv. ex Ham. e foi publicada em  Prodromus Plantarum Indiae Occidentalis  29 em 1825.

## Espécies
- Emmotum acuminatum Miers
- Emmotum affine Miers
- Emmotum apogon Griseb.
- Emmotum argenteum Gleason
- Emmotum celiae R.A.Howard
- Emmotum conjunctum R.A. Howard
- Emmotum epogon Griseb.
- Emmotum fagifolium Desv. ex Ham.
- Emmotum faia Kuhlm.
- Emmotum floribundumR.A. Howard
- Emmotum fulvum R.A. Howard
- Emmotum glabrum
- Emmotum harleyi R.Duno
- Emmotum holosericeum Ducke
- Emmotum nitens (Benth.) Miers
- Emmotum nudum R.A. Howard
- Emmotum orbiculatum (Benth.) Miers
- Emmotum ptarianum Steyerm.
- Emmotum yapacanum R.A. Howard